# راموندا ناتالیا
راموندا ناتالیا (صربی: Наталијина рамонда) گونه‌ای از گیاهان گل‌دار از جنس Ramonda است که در صربستان، مقدونیه شمالی و یونان (استان کیلکیس) می‌روید. این گل نمادی از مبارزات ارتش صربستان در طول جنگ جهانی اول در نظر گرفته می‌شود. این گیاه در سال ۱۸۸۴ از نمونه‌هایی که در اطرافنیش (شهر) رشد می‌کردند توسط ساوا پتروویچ و جوزیف پانچیچ که آن را به نام ملکه ناتالیا اوبرنوویچ نامگذاری کردند، توصیف علمی شد.